# Градско гробље у Новом Саду
Градско гробље  у Новом Саду је гробље које се простире на око 80 хектара, а отворено је 1974. године. 

## Опште информације
Налази се на Руменачком путу бр. 65 у Новом Саду. Отворено је 1974. године као мултиконфесионално гробље. Својим идејно-обликовним решењем и режимом коришћења представља специфичан комунални објекат у Србији са свим неопходним садржајима, као што су: управна зграда, капела, опроштајна дворана, крематоријум, продајно-изложбени салон погребне опреме и камена, цвећара, кућа за даће и помене, архив, радионице и магацински простор.
Простире се на око 80 хектара, а зелене површине на овом гробљу чине 40% укупне површине. Сва гробна поља обезбеђена су инфраструктуром водоводне, канализационе и путне мреже. На овим парцелама, популарно названим „америчке“, споменици су једнообразни, од природног и вештачког камена и без хумки.
У оквиру гробља налази се Спомен гробље бораца НОР-а, Алеја народних хероја и истакнутих револуционара и Алеја и гробнице народних хероја. На Спомен–гробљу налази се споменик који симболизује нишан-браник слободе. На њему су уклесана 538 имена погинулих бораца чија тела овде нису пренета. По пространим алејама, подељеним по ратним годинама, размештено је 288 симбола. Сваки симбол означава један прерано угашен живот.
Алеја народних хероја и истакнутих револуционара, налази се на првом гробном пољу. Алеја је настала 1981. године. Ту су сахрањени: Стеван Дороњски, Јован Веселинов-Жарко, Јован Бељански-Лала и Марко Перичин-Камењар.
Алеја и гробнице народних хероја, налази се на другом гробном пољу. Алеја је формирана 1986. године. Ту су сахрањени: Ђорђе Никшић, Милан Јешић, Гедеон Богдановић, Дмитар Заклан, а са других гробаља су пренети: Сава Согић, Лазар Саватић и Живојин Миловановић.
На Градском гробљу је од 1974. године до данас сахрањено око 70.000 умрлих.
Први сахрањен на овом гробљу био је Јолан Сегер. На позивном конкурсу за пројекат Градског гробља победио је Јосип Сајсл, професор Свеучилишта у Загребу, архитекта и урбаниста, са тимом у коме су били и његова супруга Силвана Сајсл задужена за пејзажну архитектуру и Мирослав Коленц такође са Свеучилишта у Загребу.
Историчар Ђорђе М. Србуловић написао је монографију „Лисје жуто – Водич кроз Градско гробље у Новом Саду”, 2021. године.